# Mega Man X5
Mega Man X5 é o quinto jogo da série Mega Man X, lançada pela Capcom. Foi lançado em 2000 para PlayStation, três anos depois de Mega Man X4. Foi re-lançado em 10 de Janeiro de 2006, como parte do jogo Mega Man X Collection, para Nintendo GameCube e PlayStation 2.

## História
Passado um intervalo de tempo desconhecido após os eventos de Mega Man X4, um novo esquema para destruir os Maverick Hunters é planejado por Sigma, que foi ressuscitado novamente (como em X4, não se sabe quem o reviveu nem como o fez). Sigma, depois de conduzir pesquisas na origem e design de Zero, decide descobrir como liberar o verdadeiro poder do Hunter vermelho, esperando destruir X no processo. Sigma ataca os Maverick Hunters diretamente, tendendo a ser derrotado. Quando o faz, espalha o Sigma Vírus ao redor da Terra, jogando-a no caos. Enquanto isso, um Reploid mercenário chamado Dynamo é contratado por Sigma para fazer a colônia espacial Eurasia colidir com a Terra. Os Hunters têm somente 16 horas para evitar o impacto. Com a missão de impedir a colisão, os Hunters usam duas opções de ataque. A primeira é disparar um poderoso canhão chamado Enigma à colônia espacial, esperando vaporizá-la. Se o tiro do Enigma falhar, a segunda opção é lançar um ônibus espacial com um piloto a bordo. Para maximizar suas chances, X e Zero são enviados para coletar partes dos dois aparelhos. As partes necessárias para atualizar o Enigma e o ônibus espacial estão em poder de 8 Reploids (e Mavericks), e X e Zero têm que derrotá-los para obter as partes. Para complicar a situação, Dynamo ataca a base dos Hunters repetidas vezes no decorrer do jogo forçando X e Zero a perderem tempo precioso lutando com ele.
O fato de Enigma e o ônibus espacial falharem ou sucederem é aleatoriamente determinado pelo jogo, embora as chances do Enigma funcionar são baixas, mesmo com todas as partes. Já o ônibus espacial tem maior possibilidade de obter sucesso, assumindo que todas as partes tenham sido coletadas. Se o Enigma der certo, os Hunters podem prosseguir à caça da causa do vírus sem ter que lutar com os Mavericks restantes (embora seja recomendado, para coletar as armas e itens dos Mavericks). Se o ônibus espacial (pilotado por Zero) der certo, a caça à causa do vírus começa do mesmo jeito. Porém, se a nave falhar ou o tempo acabar, a colônia colidirá com a Terra, praticamente destruindo-a. Zero será infectado pelo vírus e se tornará um Maverick, removendo-o do jogo como personagem jogável.
Em qualquer dos casos, uma vez que a localização da origem do vírus é descoberta, os Hunters têm que investigá-la. X e Zero (se ele ainda for jogável) entrarão em uma bizarra fortaleza subterrânea baseada em fases de jogos anteriores e que apresentam inimigos do passado. Finalmente, no terceiro estágio da fortaleza, X e Zero cruzam caminhos, onde suspeição mútua e desconfiança levam a um duelo entre os heróis (que já tinha sido antecipado desde o fim de Mega Man X2).
Depois do duelo, a história diverge um pouco. Se Zero se tornar Maverick, se sacrifica para salvar X de Sigma e X continuaria sozinho para se vingar de Sigma na fase final. Se Zero não se torna Maverick, ele salvaria a si e a X, e ambos heróis têm a chance de confrontar Sigma na batalha final. Há três finais possíveis para o jogo. X tem dois e Zero, um.
Se Zero virou Maverick, X derrota Sigma, mas fica seriamente danificado. Um "fantasma" misterioso o repara, mas deleta suas memórias sobre Zero para que X não sofra com o passado. Isso é tratado como fora do rumo da história. Se ele não virou Maverick, Sigma decide fazer a vitória dos Hunters não valer nada destruindo-os junto com ele. X tenta salvar Zero, mas é emboscado por Sigma e ambos são seriamente danificados. Zero ainda consegue dar o tiro final em Sigma, então os finais divergem de novo. Se foi Zero a derrotar Sigma, ele reflete sobre sua origem antes de morrer. Se foi X que derrotou Sigma, então ele herda o sabre de luz de Zero e continua lutando como Maverick Hunter. Estes dois finais mencionados são considerados como o "verdadeiro" final, por um poder ser ligado ao outro e acontecerem ao mesmo tempo. (Zero refletindo e finalmente descobrindo sobre seu passado e X herdando seu sabre e continuando a lutar no futuro)
Vale notar que embora o manual diga que a Repliforce foi exterminada, The Skiver tem o símbolo da Repliforce na cabeça. E a Repli-Força Aérea é falada como ainda estando lá.
Outra nota é que em ambos os finais do X, é o holograma do Dr. Light que encontra o corpo seriamente danificado de X depois da batalha e diz "Ainda não... Aguente firme, X... só mais alguns momentos...". Ele é aquele que o cura, mas não se sabe se foi ele que o trouxe de volta para o QG dos Hunters. De qualquer forma, esses fatos implicam dizer que o Dr. Light está vivo, em algum lugar. Porém pode implicar também que os hologramas que o Dr Light deixou em suas cápsulas podem se distanciar delas um pouco.

## Personagens

### Novos personagens
- Alia-Dubladora: Rumi Kasahara

- Dynamo-Dublador: Showtaro Morikubo

- Lifesaver

- Douglas-Dublador:Wataru Takagi

### Personagens clássicos
- Mega Man X-Dublador: Shoutarou Morikubo

- Zero - Dublador: Ryotaro Okiayu

- Signas
- Sigma

## Jogabilidade
X5 foi desenvolvido por uma equipe diferente da que desenvolveu do X ao X4, e isso se mostra bastante claro no estilo de jogo. A mais proeminente diferença neste jogo é o limite de tempo de 16 horas, antes do impacto da estação espacial Eurasia com a Terra. Mas, se a colisão não for evitada, não quer dizer que o jogo acaba - esse fato mudará, drasticamente, o curso da história(Zero se tornará um Maverick e você perderá o direito de jogar com ele). Toda vez que você entra numa fase, uma hora é consumida. Devido à natureza do jogo, há diversos finais pra ele. Que final será visto depende de fatores como:
- Se o impacto da colônia Eurasia foi evitado ou não;

- Se X ou Zero foi usado para derrotar o Sigma.

De acordo com isso, Mega Man X5 foi produzido para ser o jogo que encerraria a série X. O final que continha a morte de Zero e X herdando o Z-Saber dele foi considerado o final certo e o que seria usado como base para a história de Mega Man Zero. Contudo, a franquia Mega Man Zero(que foi criada para continuar a série X) iria continuar a série X depois de MegaMan X5, mas acabaram criando um Megaman X6. Isso causou um problema no enredo.
A versão norte-americana do X5 não tem dublagem de voz, o contrário ocorre na versão japonesa. Essa omissão se deve mais por causa da mais que medíocre dublagem de voz no jogo anterior. Porém, o texto passa mais rápido. A versão japonesa do jogo usa a música "Mizu no Naka" para os créditos e a música "Monkey" para a abertura.
A mudança no estilo de jogo foi claramente vista pelos fãs como sendo não-tradicional. Foram dadas 4 armaduras para X. A Ultimate Armor - uma versão mais poderosa da armadura do Mega Man X4, a armadura própriamente dita e outras duas que devem ser montadas assim que as cápsulas são encontradas. Entretanto, as partes não podem ser usadas separadamente(o que seria inadequado visualmente, já que elas têm visuais totalmente diferentes). Em jogos anteriores, X sempre usou as partes que havia encontrado(capacete, corpo, pernas e X-Buster) e eram usados a partir do momento que eram encontrados. Os tiros carregados não atravessam mais as paredes(exceto o da Falcon Armor) e, pela primeira vez em um jogo de Mega Man, os personagens podem se abaixar.
Os hologramas do Dr. Light são baseados em inteligência artificial, em vez de mensagens pré-gravadas. Zero pode achar e usar as cápsulas; nesses casos, não apenas Zero e Light mantêm conversações, mas Dr. Light contou a ele que Alia podia analisar os programas das cápsulas e montar as armaduras.

## Itens
| Heart-Tank | Estende o nível de energia de quem os encontrar(em duas unidades). Existe um em cada fase.                   |
| E-Tanks    | São dois e podem armazenar energia a partir dos charges. Um E-Tank pode ser enchido com 16 charges pequenas. |
| W-Tank     | Armazena energia para quando seu arsenal de armas especiais estiver baixo.                                   |
| EX Tank    | Simplesmente aumenta o número de vidas de 2 para 4 quando se começa o jogo.                                  |

- Nota: Quando você recomeça um jogo salvo, tem que reencher seus Life Tanks, caso estivessem cheios.

## Armaduras
- Fourth Armor: Disponível apenas se você começar o jogo com X. Garante quase todas as habilidades presentes no X4. Também conhecida como Nova Armor (nome do X4), não possui mais a habilidade Nova Strike ou armas especiais infinitas.

| Pernas   | Permite flutuar e dar dashs aéreos.                                                |
| Corpo    | Aumenta a defesa.                                                                  |
| Braços   | Um tiro que deixa rastros por onde passa por pouco tempo e carrega armas do chefe. |
| Capacete | reduz o consumo de energia das armas dos chefes.                                   |

- Falcon Armor: Designada para mobilidade em pleno ar, esta armadura dá a X a habilidade de voar. Baseia-se na Rush Jet Armor do Mega Man 6(da série clássica e a primeira série de megaman). Special Weapons podem ser usadas, mas, não podem ser carregadas.Em Mega Man X6 ela não voa mas carrega Special Weapons e Dá dashs aéreos

| Pernas | Permite voar por pouco tempo.                                                                  |
| Corpo  | permite dar um Giga Ataque que chove tiros carregados e aumenta a defesa.                      |
| Braços | maior poder de fogo mas não carrega as armas dos chefes e atravessa paredes e objetos sólidos. |
| Cabeça | aumenta a munição das armas dos chefes                                                         |

- Gaea Armor: Designada para defesa e força. Baseia-se na Rush Power Armor do Mega Man 6(da série clássica e a primeira série de megaman). Special Weapons não podem ser usadas.

Não dá dashs aéreos   
| Pernas | Permite andar sobre espinhos e grudar na parede. |
| Corpo  | Aumenta muito a defesa e permite dar um giga ataque. |
| Braços | tiro bem diferente(mas é o único que carregado destrói aqueles blocos com a letra v que encontra na fase do Axle The Red e do Squid Adler),não vão ao fim da tela(para atirar mais rapidamente),não usa as armas dos chefes, e é o mais forte do jogo e ao carregar, que carrega bem mais rápido. |
| Cabeça | permite dar um dash lento que é capaz de empurar aqueles blocos com a letra v. |

- Ultimate Armor: A versão mais poderosa da armadura do X4(ela faz tudo que a Fourth armor ,só que a única diferença é que faz Nova Strike infinito),disponível tanto digitando um código especial na tela de seleção de personagens do jogo, quanto achando-a numa cápsula secreta na 3ª Fase de Sigma(a tão esperada luta entre X e Zero),só que se ativar o código a armadura substitui a Fourth Armor.

| Pernas | Permite flutuar e dar dashs aéreos.                                                     |
| Corpo  | Aumenta a defesa e permite usar a Nova Striker.                                         |
| Braços | Um tiro que deixa rastros por onde passa por pouco tempo e carrega armas dos chefes.    |
| Cabeça | Nada(no x4 tem armas especias infinitas,que só se não carregar as armas,no x5 não tem). |

- Black Armor do Zero: Zero pode acessar a Black Armor por um código ou encontrando uma cápsula guardada no Zero Virus 3. É providenciada se ele ainda puder ser usado depois do que aconteceu com a colônia Eurasia. A armadura aumenta as defesas dele, o que o permite se recuperar(quando encontra charges de energia) mais rápido, e faz seu Z-Saber ficar com cor roxa, em vez do tradicional verde, o que aumenta seu poder e pode destruir sigma vírus.

| pernas | nada |
| corpo  | aumenta a defesa e quando você e atacado você vai cair lentamente para trás e quando você for atacado enquanto pula você fica parado(somente se o dano for forte) |
| braços | aumentam a força e deixa o z saber roxo pemitindo que destrua os sigma virus e o zero virus                                                                       |
| cabeça | quando você faz o dash a aura fica roxa,e diminui a energia gasta nas armas especiais                                                                             |

## Mavericks
Na versão norte-americana (até 2017), cada Maverick era nomeado a partir de um membro da banda Guns N'Roses (isso foi feito por que o marido da tradutora que traduziu o jogo do japonês era um grande fã da banda e pediu para ela alterar os nomes originais), exceto por Michael Monroe, da banda finlandesa Hanoi Rocks (mas com algumas colaborações dos GN'R.) Com o lançamento de Megaman X Legacy Collection, os Mavericks de X5 mudaram de nome e passaram a adotar, em sua maioria, os nomes da versão japonesa.
| Maverick         | Maverick      | Maverick          | Forma        | Estágio               | Dados da Missão | Origem do nome                   | Armas                            | Fraqueza                       | Item*                 |
| Versão Legacy    | Versão USA    | Versão JPN        | Forma        | Estágio               | Dados da Missão | Origem do nome                   | Armas                            | Fraqueza                       | Item*                 |
| ---------------- | ------------- | ----------------- | ------------ | --------------------- | --- | -------------------------------- | -------------------------------- | ------------------------------ | --------------------- |
| Crescent Grizzly | Grizzly Slash | Crescent Grizzly  | Urso         | Centro de Armas       | Ele é um traficante de armas que vende armas ilegais de seu armazém secreto no norte da Rússia. Grizzly passou a ter uma Bola de Cristal em seu poder, uma parte necessária para o canhão de laser Enigma. Apesar de vender armas, ele parece não gostar de violência, dizendo que ele é apenas um traficante de armas e que ambos os Mavericks e Maverick Hunters são os mesmos, muito violentos e com excesso de confiança | Saul "Slash" Hudson              | Crescent Shot / Crescent Sword   | Spike Ball / Twin Dream        | Esfera de Cristal     |
| Tidal Whale      | Duff McWhalen | Tidal Makkoeen    | Baleia       | Oceano                | Ele é chefe de um museu oceanográfico e classificado como o capitão de uma força de segurança marítima. Seu comportamento às vezes é imprudente, o que frequentemente lhe rendeu brigas com a extinta Marinha da Repliforce. Duff protege o oceano (principalmente o Atlântico Norte), que é necessário para produzir o Hidrogênio necessário para o canhão de laser Enigma | Duff McKagan                     | Gel(Goo) Shaver / Frost Splasher | Crescent Shot / Crescent Sword | Hidrogênio            |
| Volt Kraken      | Squid Adler   | Volt Kraken       | Lula         | Usina de Energia      | Adler renunciou ao cargo de Hunter, devido às crescentes dúvidas sobre seu trabalho. Mais tarde, ele tornou-se um pesquisador para levar uma vida pacífica e se mudou para a ilha Okhotsk, no nordeste do Japão, esperando que ele estivesse longe de conflitos. Ele é irmão do falecido Launch Octopus, derrotado por X na primeira Rebelião de Sigma. Adler possui uma Carreta de Energia necessária para o canhão de laser Enigma | Steven Adler                     | Tri-Thunder / Electric Blade     | Gel Shaver / Frost Splasher    | Energy Cart           |
| Shining Firefly  | Izzy Glow     | Shining Hotarunix | Vaga-lume    | Laboratório de Lasers | Doutor em Engenharia, vive no sudoeste do Japão e é um dos principais pesquisadores do mundo em tecnologia laser. Ele raramente permitia a qualquer de seus trabalhos vissem a luz do dia, por medo de que eles seriam usados para criar armas. Uma de suas criações, o Aparelho a Laser, é uma das peças necessárias para o canhão Enigma | Izzy Stradlin                    | Firefly Laser / Crush Flasher    | Tri-Thunder / Electric Blade   | Aparelho de Laser     |
| Dark Necrobat    | Dark Dizzy    | Dark Necrobat     | Morcego      | Planetário            | Ele era um Maverick criado por Sigma três anos antes, mas escapou de seu controle e permaneceu escondido desde então. Sigma, não considerando-o um poder de combate sério, se esqueceu dele. Estar em um planetário em algum lugar no noroeste do Sudão, à procura de um tanque de combustível para a nave espacial | Dizzy Reed                       | Dark Hold                        | Firefly Laser / Crush Flasher  | Tanque de combustível |
| Spiral Pegasus   | The Skiver    | Spiral Pegacion   | Pégaso       | Forças Aéreas Reploid | Ele era um jovem diretor da Brigada de Ar da Repliforce, que sobreviveu ao incidente com a Repliforce. Skiver então começou a supervisionar uma base da Força Aérea perto da costa oeste da Noruega. Ele odeia Zero, por que ele matou Colonel. Além disso, ele quer matar X para vingar a morte de General. Skiver possui a Asa Orbital necessária para a operação de transporte para destruir a Colônia Eurasia, mas por causa de estar nos estágios iniciais da infecção viral (e as questões pendentes com os Maverick Hunters), ele se recusa a cooperar e as ordens são de derrotá-lo em um duelo | Michael "High in the Sky" Monroe | Wing Spiral / Wing Shredder      | Dark Hold                      | Asa Orbital           |
| Burn Dinorex     | Mattrex       | Burn Dinorex      | Tiranossauro | Vulcão                | Mattrex era um membro da equipe de prevenção de desastres da Repliforce, e está entre os sobreviventes do incidente com a Repliforce. Mattrex estar nas Mountanhas Sunhouse, aparentemente, no sudeste do Quênia. Sem o conhecimento da Repliforce, tinha criado um armazém ilegal para esconder armas que ele havia criado usando a energia magmática. Os Hunters descobriram que Mattrex tinha turbinas necessárias para o Space Shuttle. Mas, como ele não confia nos Maverick Hunters e pode pensar que vieram prendê-lo pelas suas atividades ilegais                                              | Matt Sorum                       | Ground Fire / Quake Blazer       | Wing Spiral / Wing Shredder    | Turbinas              |
| Spike Rosered    | Axle The Red  | Spike Rosered     | Rosa         | Labirinto na Selva    | Ele se originou a partir de uma mutação muito rara e misteriosa entre um Reploid, a unidade de controle da natureza de uma floresta ucraniana, e o vírus Sigma. À medida que o processo e causa desta mutação não pôde ser determinada, acredita-se que esta evolução estranha poderia criar uma ameaça mais grave do que o próprio vírus. Então Axle escondeu-se em uma base militar abandonada na selva; onde em algum ponto no tempo obteve um Motores Orbitais necessários para o Space Shuttle dos Maverick Hunters                                                                                | Axl Rose                         | Spike Ball / Twin Dream          | Ground Fire / Quake Blazer     | Motores Orbitais      |

- Os itens guardados são úteis para as operações Enigma(4 primeiros) e Space Shuttle(4 últimos), respectivamente. São determinantes para o sucesso ou não das operações.

## Conexões com outros jogos da franquia
- Mega Man: O chefe do Zero Virus 1 é o Shadow Devil, uma variação preta do Yellow Devil primeiramente visto na primeira fase do Dr. Wily e Green Devil de Megaman 8. O Tri-Thunder é muito parecido com a arma recebida do Elec Man, levemente modificada(quando os raios atingem um muro, transformam-se em esferas elétricas que percorrem o chão em vez de flutuarem).

- Mega Man 2: Há um chefe na fase do Mattrex que age igualmente ao famoso Mecha Dragon da primeira fase do Dr. Wily. A fase Zero Virus Stage 1 é, de fato, uma réplica da fase do Quick Man. Há também uma imagem distorcida do emblema do Dr. Wily no fundo nas batalhas contra o Shadow Devil e Zero(ou Maverick Zero).A última fase do jogo é um remix da fase de Quick Man do MM2.

- Mega Man 3: O tema de abertura foi remixado como parte do tema de abertura do X5. Também a forma final do Sigma relembra o Gamma. Durante a batalha contra Axle The Red, ele pode criar uma cópia de si mesmo, similar à habilidade do Gemini Man.

- Mega Man 4: No combate contra Grizzly Slash, quando ele estiver na metade do life ele entra por baixo da terra,assim como Drill Man.

- Mega Man 5: Na fase do Dark Dizzy, o começo da fase é no espaço, assim como a fase do Star Man, e se pular num simulador,a fase ficava de cabeça pra baixo, assim como a fase do Gravity Man. Na fase do Grizzly Slash, o começo da fase é num trem, assim como a fase do Charge Man.
- Mega Man 6: Durante a luta contra o Shadow Devil, ele se transformará numa versão negra da Wily Machine VI, que aparece nesse jogo.
- Mega Man 7: Dark Dizzy é claramente inspirado em Shade Man. Sua aparência, sua tática e até mesmo a estética dos disparos de sua arma são muito similares as do Vampiro do sétimo jogo da saga clássica.

- Mega Man X: Rangda Bangda volta como chefe do Zero Virus 2, completo com sua música. Parte do tema do Zero foi usada no tema de abertura. O Zero Virus 2, também relembra a primeira fase Sigma(plataformas flutuantes sobre um largo buraco, levando a um andar mais alto). Uma versão alterada do tema do Dr. Light é usada neste jogo. A primeira forma do Sigma pode subir pelas paredes, como havia feito no primeiro jogo. No local de combate contra the skillver é num avião,na metade do life ele atacará dando um razante assim como storm eagle.

- Mega Man X2: A fase do Duff McWhalen usa uma versão remasterizada da música do Bubble Crab,o sub-chefe da fase dele lembra o peixe-robô. Quando X lutar contra o Zero, um os ataques dele é um tiro duplo e um golpe do Z-Saber.
- Mega Man X3: A arma Tri-Thunder, do Squid Adler, tem um nome muito parecido com a arma do Volt Catfish, a Triad Thunder.

- Mega Man X4: No final do Zero, ele faz algumas referências a um "velho homem" com quem ele sonhava(muito provavelmente o Dr. Wily), e também se desculpava com Iris. Izzy Glow usa as mesmas escadarias da fase do Split Mushroom. Magma Dragoon é o chefe da zona de treinamento(só que não tem todas as habilidades do X4,só tem o Hadouken,mas não grita mais o nome do golpe e não tem o Shouriken(que com elas ele é realmente díficil de derrotar) e seu ponto fraco é a Spike Ball que pode ser disponível no modo traning com códigos GameShark. Quando você vence o X ou o Zero, ele lhe golpeia com o ataque Soul Body(outra arma do X4). The Skiver carrega o emblema da Repliforce na testa. Se encontrá-lo como Zero, discutirão sobre os fatos do jogo anterior e a habilidade W. Shredder,quando toca nos inimigos e a habilidade Hurricane Fang do X4.A arma c.flasher é idêntico ao rakuhouha do chefe cyber peacock

- Outros jogos da série clássica: A Dark Hold lembra muito outras técnicas "congela-tempo" recebidas de outros chefes mais antigos(Flash Man, Bright Man e Centaur Man).

## Informações adicionais
- Durante o diálogo entre X e Squid Adler, há uma menção sobre um "Octopardo". Este não é ninguém além do Launch Octopus do primeiro jogo, visto como irmão do Squid Adler. "Octopardo" é a transcrição fonética do nome em japonês: "Launch Octopuld".
- Além dos nomes dos Mavericks, há outra referência aos Guns N'Roses. Na tela de fundo da primeira visão da fase do Axle The Red, há flores crescendo na cerca e o que parecem ser pistolas à primeira vista, atrás.
- A versão japonesa tem dublagem de voz. A versão norte-americana não tem diálogos falados, mais por causa da pobre dublagem de voz do jogo anterior.
- Você também poderá utilizar Ultimate Armor e Black Zero pelos códigos ou simplesmente achando-as na faze Zero Virus 3, o código de Ultimate e o seguinte, ilumine X na seleção de personagens inicial(nota que se colocar na seleção normal,que é na seleção de fases o código não vai funcionar e também os códigos podem ser usados no modo de treinamento que pode ser útil para testar), e pressione 2 vezes pra cima e 9 vezes para baixo, e a do Zero e 2 vezes para baixo e nove para cima,caso queira achar a cápsula(para sentir a ação quando se joga com a Fouth armor ou ter todas as armaduras),faça assim:

Na terceira fase após matar os chefes, caia no buraco pequeno que fica perto das plataformas móveis(mas só que tenha uma única plataforma apenas que marca uma seta para cima) que fica um pouco a direita onde fica os espinhos, caia lá com o X comum para pegar a cápsula(pois se ir com uma armadura ela não aparecerá) e com o zero é a mesma coisa só que tem que pegar a cápsula com ele.